# 857
El 857 (DCCCLVII) fou un any comú començat en divendres del calendari julià.

## Esdeveniments
- Període d'esplendor dels Fujiwara al Japó
- Pillatge dels vikings de ciutats angleses i franceses

## Necrològiques
- 13 de març, Sant Roderic de Còrdova és condemnat a mort i degollat.